# Żubr pierwotny
Żubr pierwotny, żubr stepowy, prażubr (†Bison priscus) – wymarły gatunek dużego ssaka krętorogiego zamieszkujący w plejstocenie Europę i Azję Środkową, Beringię i Amerykę Północną.

## Wygląd
Żubr pierwotny osiągał 2,3 m wysokości w kłębie, 3,5 m długości i ważył 1,5 tony. Posiadał rogi prawie dwa razy dłuższe niż współczesny żubr – ich rozpiętość dochodziła do 120 cm.

## Porównanie z żubrem współczesnym
Żubr pierwotny to gatunek siostrzany wobec żubra współczesnego. Różnił się od niego trybem życia i zwyczajami pokarmowymi: prażubr zasiedlał nie tylko puszcze, ale także tereny trawiaste, a żywił się trawą, pędami drzew i krzewów oraz porostami. Szeroko zakrojone badania na temat zwyczajów żywieniowych Bison priscus prowadzi obecnie (2016-2019) Instytut Biologii Ssaków Polskiej Akademii Nauk w Białowieży. Gatunek wymarł 6 tysięcy lat temu, przy czym najdłużej przetrwał na Syberii.
18 października 2016 r. w „Nature Communications” ukazały się wyniki badań kopalnego DNA żubrów, prowadzone przez zespół pod kierunkiem Juliena Soubriera i Alana Coopera, z których wynika, że współczesny żubr jest produktem krzyżówki żubra pierwotnego i tura, do której doszło 120 tys. lat temu.

## Znaleziska na świecie

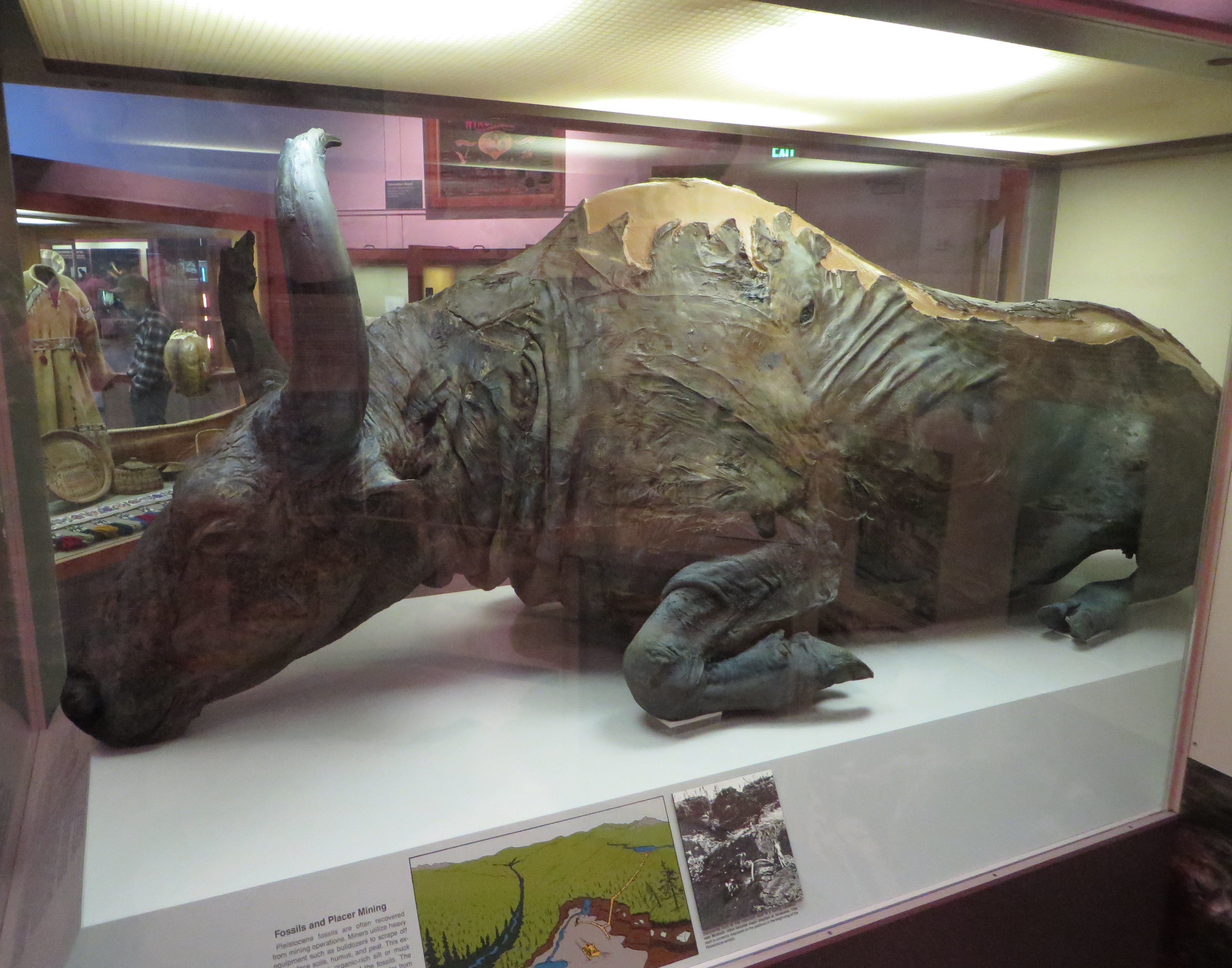
Skamieniałość żubra stepowego Blue Babe. Museum of the North Uniwersytetu Alaski (University of Alaska)

W roku 1979 w trakcie eksploatacji złota na Alasce pracownicy kopalni odkryli w warstwie wiecznej zmarzliny bardzo dobrze zachowane zwłoki żubra stepowego, nazwane przez nich Blue Babe, ze względu na wtórne zabarwienie skóry minerałem wiwianit, który utworzył się, gdy ciało reagowało z minerałami w mule. Ponadto nazwa ta nawiązuje do legendarnego gigantycznego niebieskiego wołu Paula Bunyana. Szczątki prażubra wydatowano na 36 000 lat.
Kompletną mumię prażubra, zachowaną wraz z organami wewnętrznymi, odnaleziono natomiast w roku 2014 na nizinie Jana-Indygirka w Jakucji.
Najmłodsze jak dotąd europejskie szczątki Bison priscus zostały odkryte w jaskini Habarra w południowej Francji. Pochodziły one sprzed 17 600 lat.

## Znaleziska w Polsce
Na terenie Polski żubr pierwotny występował dość licznie, co znajduje odzwierciedlenie w wykopaliskach.
W roku 2013 mówiono o 14 odnalezionych na terenie Polski fragmentach czaszki prażubra, a kolejny wraz z rogiem odkryto w 2017 w Mikoszewie pod Gdańskiem. W 2019 na szczątki dwóch osobników natrafiono podczas budowy stacji metra Bródno w Warszawie.
W roku 2016 ilość fragmentów kości żubra pierwotnego znajdujących się w polskich zbiorach ocenia się na 70. Jest on jednym z najpospolitszych dużych ssaków kopalnych Polski.